# Guillermo Fernández de Velasco y Balfé

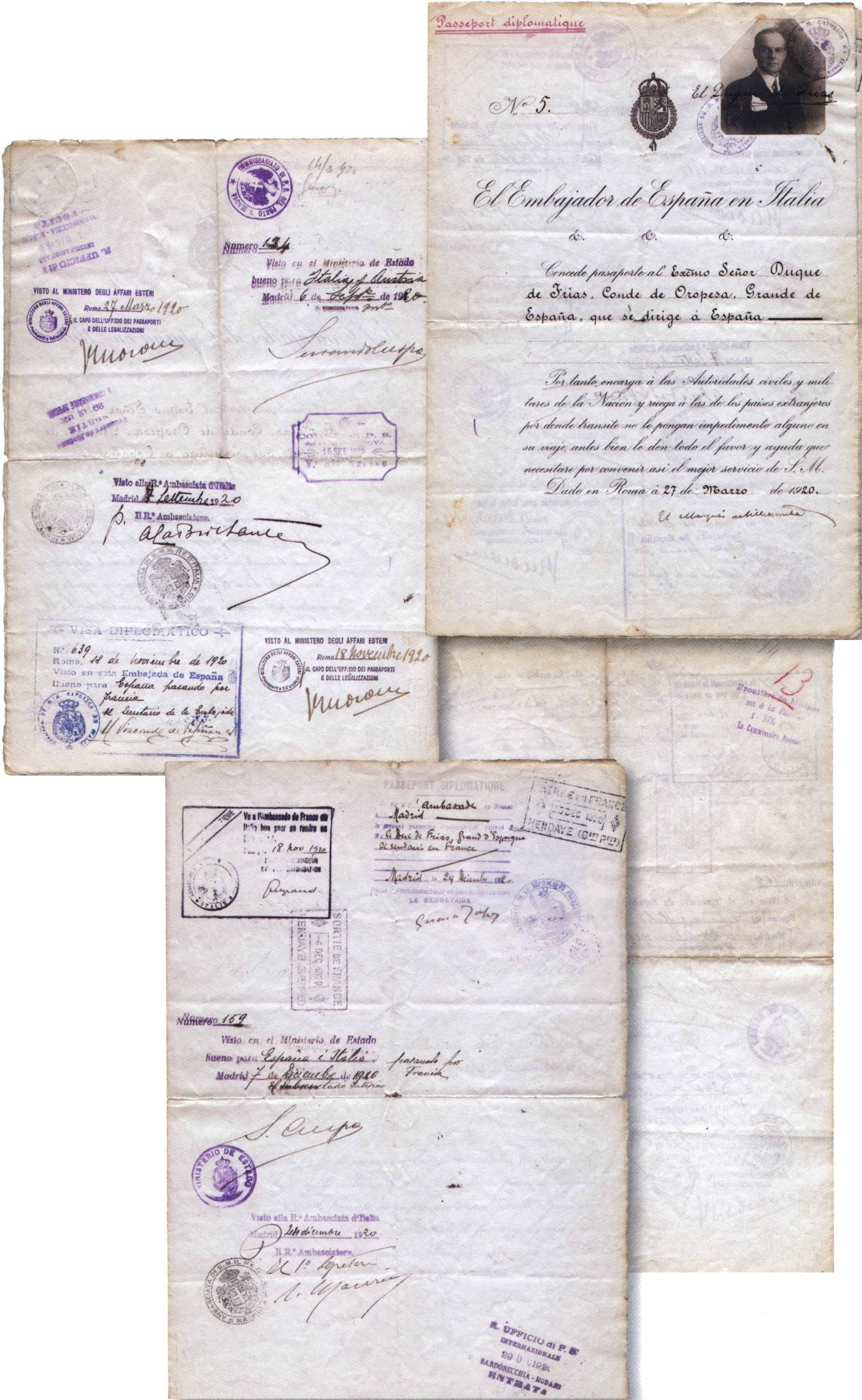

Guillermo Fernández de Velasco y Balfé (Madrid, 12 de desembre de 1870-29 de gener de 1936) va ser un aristòcrata espanyol, XVII duc de Frías.
Nascut a Madrid el 1870, fill del duc de Frías José María Fernández de Velasco y Jaspe i de Victoria Balfé. Primer va obtenir el títol de comte d'Orpesa, per cessió del seu pare. Va ser gentilhome de cambra del rei Alfons XIII i comandant de cavalleria. Va heretar els títols del seu germà Bernardino, mort sense descendència masculina, el 1919. Casat amb Carolina Sforza-Cesarini a París el 14 de gener de 1904, va viure a Itàlia durant molts anys. Quan va quedar vidu va tornar a Espanya, on va passar a viure a Madrid amb la seva germana, la comtessa de Fuensalida. Va morir el gener de 1936 després d'una llarga malaltia. El va succeir el seu fill José Fernández de Velasco y Sforza.